# ريتشارد فيشر (لاعب كرة قدم)
ريتشارد فيشر (بالألمانية: Richard Fischer)‏ (27 يناير 1917 - ) هو مدرب كرة قدم ولاعب كرة قدم نمساوي في مركز الهجوم. شارك مع منتخب النمسا لكرة القدم. أما مع النوادي، فقد لعب مع فيرست فيينا.

## وصلات خارجية
- ريتشارد فيشر على موقع ناشيونال فوتبول تيمز (الإنجليزية)
- ريتشارد فيشر على موقع عالم كرة القدم.نت (الإنجليزية)